# Jitka Cechlová Komárková
Jitka Cechlová Komárková (* 23. dubna 1972) je česká podnikatelka z podnikatelské rodiny Komárků, jejím bratrem je Karel Komárek. Ovládá společnost Bonatrans Group, největšího výrobce železničních dvojkolí v Evropě. Je označována za druhou nejbohatší Češku, přičemž časopis Forbes Česko v roce 2021 její jmění odhadl na 8,1 mld. Kč a zařadil jí v žebříčku nejbohatších Čechů na 38. místo.

## Život
Narodila se v Hodoníně, již po střední škole začala pracovat v rodinné společnosti KKCG jako hlavní účetní. V roce 2010 se při dělení společnosti přidala na stranu svého otce Karla Komárka a bratra Františka, když ovládli strojírenskou část skupiny, zejm. Železárny a drátovny Bohumín, když podnikání s ropou a zemním plynem zůstalo v KKCG kontrolované bratrem Karlem Komárkem.
Později však samotná Komárková za pomoci svého manžela Aleše Cechela ovládla Bonatrans, celá transakce je však předmětem soudních sporů. Bonatrans ovládá prostřednictvím složité struktury zahraničních společností, když na vrcholu celého řetězce jsou dvě lichtenštejnské nadace.